# Matsuoka Komakichi

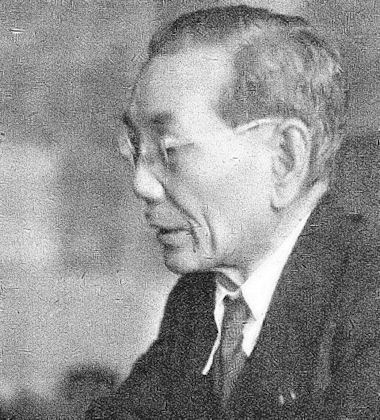
Matsuoka Komakichi, 1951

Matsuoka Komakichi (japanisch 松岡 駒吉; geboren 8. April 1888 in Iwai (heute Stadt Iwami), Kreis Iwami (Präfektur Tottori); gestorben 14. August 1958) war ein japanischer Politiker.

## Leben und Wirken
Matsuoka Komakichi wurde als dritter Sohn von Matsuoka Tsunejirō geboren, der das Onsen „Iwaiya“ betrieb. 1902 machte Komakichi seinen Abschluss an der Mittelschule, aber da das Familienunternehmen rückläufig war, konnte er nicht die Oberschule absolvieren. Er war an verschiedenen Stellen tätig, fand dann Arbeit bei einer Marine-Werkstatt in der Stadt Maizuru. 1910 ging er nach Muroran auf Hokkaidō und arbeitete bei dem Stahlwerk „Nihon seikō-sho“ (日本製鋼所). 1914 schloss er sich der Vereinigung „Yūaikai“ an. Seine praktischen Fähigkeiten wurden hoch bewertet, so dass man ihn 1917 in die Zentrale aufnahm. 1918 wurde er Vereinssekretär.
Bei der ersten Spaltung des „Japanischen Gewerkschaftsverbandes“ (日本労働総同盟, Nihon rōdō sōdōmei) betrieb Matsuoka den Ausschluss der Linken und arbeitete als zentrale Figur der Rechten daran, eine „gesunde Gewerkschaftsbewegung“, eine Linie der Zusammenarbeit zwischen Arbeitnehmern und Arbeitgebern zu etablieren. 1932 wurde er Vorsitzenden der Japanischen Gewerkschaftsverbandes, 1935 wurde er Vorsitzender der „Japanischen Gewerkschaftskonferenz“ (日本労働組合会議, Nihon rōdō kumiai kaigi). So wurde er zur führenden Person der japanischen Gewerkschaftsbewegung. Im Mai 1927 schickte die Shakai Minshū-tō den Rechtsanwalt Miyazaki Ryūsuke (宮崎 龍介; 1892–1971) und Matsuoka nach Shanghai, wo sie sich mit Chiang Kai-shek trafen. Nach Beginn des Japanisch-Chinesischen Krieges befürwortete er die Zusammenarbeit mit der Waffenproduktion, widersetzte sich jedoch der Industriepatriotismusbewegung (産業報国運動, Sangyō hōkoku undō).
Unmittelbar nach dem Zweiten Weltkrieg begann Matsuoka mit dem Wiederaufbau der Gewerkschaften und wurde 1946  Vorsitzender des Japanischen Gewerkschaftsverbandes und der „Zensen dōmei“ (全繊同盟). Er wirkte als Vorsitzender des Gründungskongresses der Sozialistischen Partei Japans und wurde seit den Parlamentswahlen von 1946 sechsmal (im zweiten Wahlkreis von Tokio) gewählt. Er war im Reichstag von 1947 bis 1948 der erste Präsident des Unterhauses unter der neuen Verfassung (1947–1949). Später war er Berater des rechtsgerichteten Flügels der Sozialistischen Partei.